# Join Me (in Death)
Join Me (in Death) (englisch für „Begleite mich (in den Tod)“) ist ein Lied der finnischen Rockband HIM. Der Song ist die erste Singleauskopplung ihres zweiten Studioalbums Razorblade Romance und wurde am 2. November 1999 veröffentlicht. Zudem ist er auch auf dem Soundtrack zum Film The 13th Floor enthalten. Mit Join Me (in Death) gelang der Band europaweit der kommerzielle Durchbruch.

## Inhalt
Das Lied handelt von einem lebensmüden Liebespaar, das zwar noch jung ist, aber keinen Sinn mehr im Leben sieht und die Welt als grausam betrachtet. Im Refrain wird die Frage gestellt, ob der eine Partner dem anderen heute Nacht in den Tod folgen wolle. Laut Sänger Ville Valo ist der Song von William Shakespeares Tragödie Romeo und Julia inspiriert und sei keine Verherrlichung von Selbstmord.

“This world is a cruel place

And we’re here only to lose

So before life tears us apart

Let death bless me with you

Would you die tonight for love?

Baby, join me in death”

## Produktion
Das Lied wurde von dem englischen Musikproduzenten John Fryer produziert. Der Text und die Musik wurden von HIM-Sänger Ville Valo geschrieben.

## Musikvideos
Zu Join Me (in Death) wurden zwei verschiedene Musikvideos gedreht.
Das erste Video entstand 1999 unter der Regie von Robert Wilde in Berlin und wurde im Abspann des Films The 13th Floor verwendet. Die Band spielt dabei in einem Raum, der durch grünes Laserlicht beleuchtet wird. Dabei steht Ville Valo im Mittelpunkt, der mit nacktem Oberkörper singt und ein Glitter-Make-Up im David-Bowie-Stil trägt. Neben der Band sind im Video auch verschiedene Szenen aus dem Film zu sehen.
Im Jahr 2000 wurde ein zweites Video zum Song unter der Regie von John Hillcoat in London gedreht. Im Video spielt die Band vor einer künstlichen Styroporkulisse, die das Innere eines Eisschlosses darstellen soll. Hierbei ist Ville Valo grellweiß geschminkt und läuft neben einer Frau, die die Eiskönigin darstellen soll, zwischen Eisblöcken umher. Sie gelangen zu einem Tisch, auf dem ein Gefäß mit Gift steht, das schließlich von der Eiskönigin umgestoßen wird.

## Single

### Covergestaltung
Das Singlecover der ersten Version ist komplett in Rosa gehalten und zeigt den HIM-Schriftzug, den Titel Join Me sowie ein Herz und zwei Rasierklingen.
Das Cover der zweiten Version ist an das Plakat zum Film The 13th Floor – Bist du was du denkst? angelehnt und zeigt eine Person in einer Science-Fiction-Welt, mit Bergen im Hintergrund. Im oberen Teil des Bildes sieht man Ville Valos Gesicht. Die Schriftzüge HIM in Weiß und Join Me in Braun befinden sich im Vordergrund.

### Titelliste
Version 1
1. Join Me – 3:39
2. Join Me (13th Floor Mix) – 3:39
3. It’s All Tears (Unplugged Live) – 3:48
4. Rebel Yell (Live) – 5:12

Version 2
1. Join Me – 3:39
2. It’s All Tears (Unplugged Live) – 3:48
3. Rebel Yell (Live) – 5:12

### Chartplatzierungen
Join Me (in Death) stieg am 15. November 1999 auf Platz 45 in die deutschen Charts ein und erreichte am 24. Januar 2000 die Chartspitze, an der es sich vier Wochen lang hielt. Insgesamt konnte sich der Song 22 Wochen in den Top 100 halten, davon acht Wochen in den Top 10. In den deutschen Jahrescharts 2000 belegte die Single Platz 19. Besonders erfolgreich war der Song in HIMs Herkunftsland Finnland, wo er ebenfalls die Chartspitze erreichte, sich 37 Wochen in den Charts hielt und bis heute auf Platz 6 aller seit 1995 veröffentlichten Singles steht (Stand: September 2019).
| ChartsChartplatzierungen | Höchstplatzierung | Wochen |
| ------------------------ | ----------------- | ------ |
| Deutschland (GfK)        | 1 (22 Wo.)        | 22     |
| Finnland (IFPI)          | 1 (37 Wo.)        | 37     |
| Österreich (Ö3)          | 2 (13 Wo.)        | 13     |
| Schweiz (IFPI)           | 8 (26 Wo.)        | 26     |

| ChartsJahrescharts (2000) | Platzierung |
| ------------------------- | ----------- |
| Deutschland (GfK)         | 19          |
| Österreich (Ö3)           | 40          |
| Schweiz (IFPI)            | 79          |

### Auszeichnungen für Musikverkäufe
Join Me (in Death) wurde im Jahr 2000 für mehr als 250.000 Verkäufe in Deutschland mit einer Goldenen Schallplatte ausgezeichnet. In Finnland erhielt es 1999 für über 30.000 Verkäufe eine Platin-Schallplatte.
| Land/Region        | Auszeichnungen für Musikverkäufe (Land/Region, Auszeichnung, Verkäufe) | Verkäufe |
| ------------------ | ---------------------------------------------------------------------- | -------- |
| Deutschland (BVMI) | Gold                                                                   | 250.000  |
| Finnland (IFPI)    | Platin                                                                 | 30.628   |
| Österreich (IFPI)  | Gold                                                                   | 25.000   |
| Insgesamt          | 2× Gold · 1× Platin ·                                                  | 305.628  |

Hauptartikel: HIM/Diskografie#Auszeichnungen für Musikverkäufe

## Coverversionen
Ein frühes Cover ist die im Jahr 2000 unter dem Titel Join Me veröffentlichte Trance-Version von Anastasia, die wiederum in mehreren Versionen als Remix veröffentlicht wurde. Join Me von Anastasia stieg am 6. März 2000 auf Platz 86 in die deutschen Singlecharts ein und hielt sich dort eine Woche.
Eine weitere Trance-Version aus dem Jahr 2000 mit gleichem Namen, an der unter anderem Nils Ruzicka mitwirkte, stammt vom Musikprojekt Lightforce. Von dieser existieren ebenfalls mehrere Remix-Versionen. Join Me von Lightforce erreichte am 20. März 2000 Platz 66 der deutschen Singlecharts und hielt sich drei Wochen in den Top 100.
2010 nutzte Chris Campell ein Sample von Join Me (in Death) für die Electro-House-Interpretation Tonight, auch hiervon wurden mehrere Remixes veröffentlicht. Tonight stieg am 12. März 2010 auf Platz 100 in die deutschen Singlecharts ein und hielt sich dort eine Woche.
Die Klaviertöne von Join Me (in Death) wurden 2021 in dem Song 2CB des Hip-Hop-Musikers RAF Camora gesampelt. 2CB stieg am 17. September 2021 auf Platz eins in die deutschen Singlecharts ein.